# Biserica din Capu Dealului, Drăgășani
Biserica din Capu Dealului cu hramul Adormirea Maicii Domnului este un edificiu religios monument istoric (cod LMI VL-II-m-B-09754), din municipiul Drăgășani, județul Vâlcea, situat în cartierul Capu Dealului.

## Istoric
Biserica a fost construită între anii 1818-1824. Pe aici a trecut Tudor Vladimirescu și câțiva dintre pandurii lui Tudor Vladimirescu conduși de Preda Drugănescu alături de eteriști au opus rezistență trupelor otomane. Ca omagiu al evenimentelor petrecute la Drăgășani s-a ridicat, în anul 1884 în parcul din centrul orașului Drăgășani, un monument comemorativ. Revoluția din 1848 ridică la luptă întreaga Oltenie, o parte din locuitorii Drăgășaniului, aflându-se în armata revoluționară de la Troianu (în prezent cartier al municipiului Râmnicu Vâlcea) condusă de Gheorghe Magheru fostul căpitan de panduri al lui Tudor Vladimirescu. Tot aici există și un cimitir, unde se afla o groapă comună, în care au fost înmormântați numeroși martiri. 
La construcția ei, au participat atât constructori locali, cât și specialiști în construcția de biserici bizantine, aduși de boierii locali, printre care cel mai de seamă fiind căpitanul Giura. Cunoscută și sub denumirea de „Biserica cu cal”, deoarece în partea de sud, asemenea locului în care se află zidită și Ana de către meșterul Manole, se afla la începuturi, un cal alb, care reprezintă calul lui Tudor Vladimirescu, care după moartea sa, s-a întors singur pe aceste meleaguri pe unde a trecut mai înainte cu stăpânul său, și rănit fiind nu a mai trăit mult. În cinstea domnului Tudor, oamenii l-au îngropat ca pe un om de rând, iar capul său l-au așezat cu multă cinste într-un zid al bisericii, considerând că astfel va dăinui și mai mult amintirea și rămășitele pământești ale calului alb pe care a murit Tudor Vladimirescu. Oamenii l-au plâns pentru ca nu l-au mai găsit pe Tudor, de aceea se mai numea înainte și "biserica cu cal" sau „biserica cu cai”. Până în anul 2009, pictura s-a șters în mare parte, rămânând însă ornamentul cu motive locale, care îl încadra inițial.

## Localizare geografică
Se află în partea de Vest a orașului Drăgășani, la o distanță de circa 2 km față de centrul orașului, situată pe drumul ce leagă orașele Drăgășani și Târgu Jiu.

## Predoslovie
Pe frontispiciul de la intrare în pronaos, deasupra ușii, se găsește următoarea inscripție, scrisă în limba română veche cu litere 
chirilice:
"Această sfântă și dumnezeiască biserică ce se cinstește și se prăznuiește hramul sfintei adormiri a peacuratei   fecioare s-au ridicat și s-au înfrumusețat cu zugrăveli după cum se vede cu toată cheltuiala și osteneala dumnealui căpitan Giura și soția sa Alexandra în zilele prealuminatului și înălțatului domn Ioan Gheorghe Dimitrie Ghica voievod cu blagoslovenia preasfinției sale părintelui nostru episcopu Galaction, 1824 iunie 25" 

## Particularități
1. Cimitirul are o groapă comună în care au fost îngropați oamenii lui Tudor Vladimirescu, după luptele cu eteriștii împotriva otomanilor.
2. Grosimea zidurilor depășește în unele locuri 1 metru, iar în mijlocul locașului de cult sunt doi stâlpi cubici de rezistență, ornamentați cu motive florale locale, în special vița de vie.
3. Existența unui cal alb, pictat în partea exterioară a bisericii, spre sud, care nu are nicio legătură cu iconografia, însă care ocupă un loc spațial cu conotații simbolice.
4. Înfățișarea celor două perspective, rai și iad, la intrarea în biserică, fiind una dintre cele trei biserici (monumente istorice) din țară, care au acest motiv pictural.